# Garrulaxe de Delessert
Pterorhinus delesserti
Espèce
Statut de conservation UICN

 LC  : Préoccupation mineure
Le Garrulaxe de Delessert (Pterorhinus delesserti) ou Garrulaxe à flancs roux est une espèce de passereau de la famille des Leiothrichidae.
Son nom commémore l'homme d'affaires et naturaliste français Benjamin Delessert (1773-1847).
Son aire s'étend de manière dissoute à travers les Ghats occidentaux.